# Буряківська сільська рада (Бердичівський район)
Буряківська сільська рада — колишня адміністративно-територіальна одиниця та орган місцевого самоврядування в Янушпільському, Чуднівському і Бердичівському районах Житомирської, Бердичівської округ, Вінницької й Житомирської областей УРСР та України з адміністративним центром у с. Буряки.

## Населені пункти
Сільраді підпорядковувались населені пункти:
- с. Буряки

## Населення
Кількість населення ради, станом на 1923 рік, становила 2 539 осіб, кількість дворів — 641.
Відповідно до перепису населення СРСР, на 17 грудня 1926 року чисельність населення ради становила 2 082 особи, з них за статтю: чоловіків — 972, жінок — 1 110; за етнічним складом: українців — 2 008, росіян — 9 поляків — 65. Кількість домогосподарств — 478, з них, несільського типу — 4.
Згідно з переписом УРСР 1989 року чисельність наявного населення сільської ради становила 576 осіб, з яких 239 чоловіків та 337 жінок.
За переписом населення України 2001 року в сільській раді мешкало 498 осіб.

### Мова
Розподіл населення за рідною мовою за даними перепису 2001 року:
| Мова       | Відсоток |
| ---------- | -------- |
| українська | 98,40 %  |
| російська  | 1,60 %   |

## Склад ради
Рада складалась з 12 депутатів та голови.

### Керівний склад сільської ради
| ПІБ                       | Основні відомості                                                       | Дата обрання | Дата звільнення |
| ------------------------- | ----------------------------------------------------------------------- | ------------ | --------------- |
| Гундич Олександр Петрович | Сільський голова , 1981 року народження, освіта                         | 26.03.2006   | 31.10.2010      |
| Гундич Олександр Петрович | Сільський голова , 1981 року народження, освіта вища                    | 31.10.2010   | 25.10.2015      |
| Кудлай Галина Миколаївна  | Секретар Буряківської сільської ради, 1963 року народження, освіта вища | 25.10.2015   | 23.12.2018      |

Примітка: таблиця складена за даними джерела

## Історія
Утворена 1923 року в складі сіл Буряки, Польова Слобідка та хутора Грабарка Янушпільської волості Житомирського повіту Волинської губернії. 2 лютого 1926 року с. Польова Слобідка відійшло до складу новоствореної Польово-Слобідської сільської ради Янушпільського району. Станом на 17 грудня 1926 року в складі ради числяться хутори Власових та Добросельських. Станом на 1 жовтня 1941 року хутори Власових, Грабарка та Добросельських не перебувають на обліку населених пунктів.
Відповідно до інформації довідника «Українська РСР. Адміністративно-територіальний поділ», станом на 1 вересня 1946 року сільрада входила до складу Янушпільського району Житомирської області, на обліку в раді перебувало с. Буряки.
Станом на 1 січня 1972 року сільська рада входила до складу Бердичівського району Житомирської області, на обліку в раді перебувало с. Буряки.
Припинила існування 2018 року в зв'язку з об'єднанням до складу Райгородоцької сільської територіальної громади Бердичівського району Житомирської області.
Входила до складу Янушпільського (7.03.1923 р.), Чуднівського (28.11.1957 р.) та Бердичівського (20.03.1959 р.) районів.